# Parafia Nawiedzenia Najświętszej Maryi Panny w Domaniowie
Parafia Nawiedzenia Najświętszej Maryi Panny w Domaniowie – znajduje się w dekanacie Oława w archidiecezji wrocławskiej. Erygowana w XIII wieku.